# Wielkolot rdzawy
Wielkolot rdzawy, dawniej także: taguan (Petaurista petaurista) – gatunek gryzonia z rodziny wiewiórkowatych.
Jego średnia długość ciała waha się w przedziale 40–58 cm, a długość ogona 43–63 cm. Dzięki dużemu fałdowi skórnemu, łączącymi boki ciała oraz przednie i tylne kończyny, ten gatunek wprawdzie nie może latać, ale wykonuje loty ślizgowe dochodzące do 450 m długości. Nie musi więc za każdym razem schodzić na ziemię, jeśli chce się przenieść z drzewa na drzewo. W ciągu dnia kryje się w dziupli, którą opuszcza o zmierzchu, udając się na poszukiwanie orzechów i innych owoców. Taguany żyją pojedynczo, parami lub w grupach rodzinnych. Tubylcy polują na te duże gryzonie ze względu na ich smaczne mięso.

## Występowanie
Występuje w gęstych lasach Azji, od Kaszmiru do południowych Chin, a także na Sri Lance, Jawie i Borneo.
U osobników należących do podgatunku występującego na Tajwanie (Petaurista petaurista grandis) wykryto zarodziec Plasmodium watteni, którego rozmnażanie się i przenoszenie nadal nie jest wiadome

## Rozmnażanie
Samce są aktywne rozrodczo w okresach od marca do czerwca i od października do listopada, natomiast większość samic od maja do lipca i od listopada do stycznia. Latające wiewiórki z rodzaju wielkolot mają dwa sezony rozrodcze w roku – zimowy i letni. Ich dokładne przedziały czasowe różnią się między gatunkami. Sezon rozrodczy wielkolota rdzawego zamyka się w okresach od czerwca do sierpnia i od grudnia do lutego. Samica prawdopodobnie wydaje na świat 2 lub 3 mioty po 1 lub 3 młode w każdym z nich. Nigdy nie zaobserwowano młodych siedzących na grzbiecie matki, więc przypuszcza się, że przed udaniem się na poszukiwanie pokarmu pozostawia je w bezpiecznym miejscu.